# لياندرو جواكيم ريبيرو
لياندرو جواكيم ريبيرو (13 يناير 1995 بريو دي جانيرو في البرازيل - ) هو لاعب كرة قدم برازيلي في مركز الهجوم. لعب مع نادي إنترناسيونال.

## وصلات خارجية
- لياندرو جواكيم ريبيرو على موقع دوري كوريا الجنوبية (الإنجليزية)
- لياندرو جواكيم ريبيرو على موقع قاعدة بيانات كرة القدم.إي يو (الإنجليزية)
- لياندرو جواكيم ريبيرو على موقع Soccerway.com (الإنجليزية)
- لياندرو جواكيم ريبيرو على موقع AS.com (الإسبانية)